# 愛知県道145号冨田一宮線
愛知県道145号冨田一宮線（あいちけんどう145ごう とみだいちのみやせん）は、愛知県一宮市内を通る一般県道である。

## 概要

### 路線データ
- 起点：愛知県一宮市冨田
- 終点：愛知県一宮市

## 沿革
- 1959年（昭和34年）12月15日：認定[1]

## 別名
- 梅ヶ江通り（一宮市）

## 地理

### 通過する自治体
- 愛知県
  - 一宮市

### 交差する道路
- 愛知県道136号一宮清須線（美濃街道）
- 愛知県道147号西萩原北方線（東五城交差点）
- 愛知県道148号萩原三条北方線 重複区間
- 愛知県道14号岐阜稲沢線（西尾張中央道）（毛受交差点）
- 国道155号（住吉1丁目交差点）

### 沿線
- 一宮市立尾西第一中学校